# 佩尔讷莱布洛涅
佩尔讷莱布洛涅（法語：Pernes-lès-Boulogne，法语发音：[pɛʁn lɛ bulɔɲ]，意为“布洛涅附近的佩尔讷”）是法国上法蘭西大區加来海峡省的一个市镇，属于滨海布洛涅区。

## 地理
佩尔讷莱布洛涅（50°45'7"N, 1°42'10"E）面积7.76 平方千米，位于法国上法蘭西大區加来海峡省，该省份为法国北部沿海省份，西北濒北海，南至索姆省，东临北部省。
与佩尔讷莱布洛涅接壤的市镇（或旧市镇、城区）包括：孔特维尔莱布洛涅、皮特福、圣马丹布洛涅、维耶尔埃弗鲁瓦、维米勒、拉卡佩勒莱布洛涅。
佩尔讷莱布洛涅的时区为UTC+01:00、UTC+02:00（夏令时）。

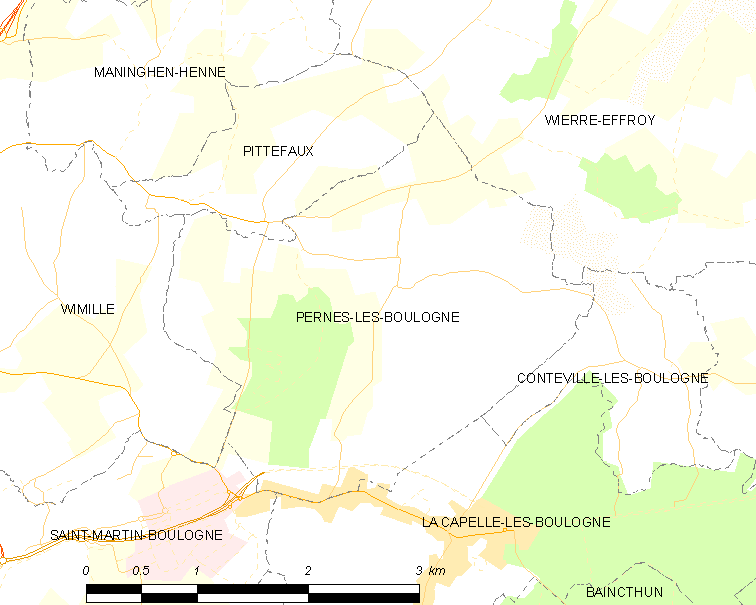
佩尔讷莱布洛涅的OSM定位图

## 行政
佩尔讷莱布洛涅的邮政编码为62126，INSEE市镇编码为62653。

## 政治
佩尔讷莱布洛涅所属的省级选区为滨海布洛涅第一县。

## 人口

1962-2008年间佩尔讷莱布洛涅人口变化图示

佩尔讷莱布洛涅于2022年1月1日时的人口数量为419人。